# Menhir von Greenville
Der Menhir von Greenville steht im Townland Greenville or Garryduff (irisch An Garraí Dubh) nordwestlich von Clara im Norden des County Offaly, nahe der Grenze zum County Westmeath in Irland.
Der Menhir (englisch Standing stone) befindet sich auf einer niedrigen natürlichen Anhöhe in sanft hügeliger Landschaft, hinter dem Garten eines Hauses. Er ist ein Richtung Osten schief stehender, rechteckiger Stein aus Schiefer, der 3,3 m hoch, 1,85 m breit, 0,43 m dick und Nordost-Südwest orientiert ist. Es gibt Hinweise auf Packsteine an seiner Basis. Ausgrabungen wurden durchgeführt, aber die Ergebnisse noch nicht veröffentlicht.
Nördlicher im benachbarten Townland steht der sehr schiefe Menhir von Shanballynakill.